# Sulmsee
Der Sulmsee ist ein künstlich vergrößerter Fisch- und Badeteich westlich von Leibnitz, Steiermark.
Gespeist wird der Sulmsee durch die Sulm, durch den nördlich einmündenden Kogelgrabenbach und durch eine Brunnenanlage, über die auch der Wasserstand reguliert werden kann. Er wird durch einen Damm in zwei Becken geteilt.
Ursprünglich war der Sulmsee ein wesentlich kleinerer See bzw. ein Sumpfgebiet am Zusammenfluss von Sulm und Kogelgrabenbach.

## Weblinks

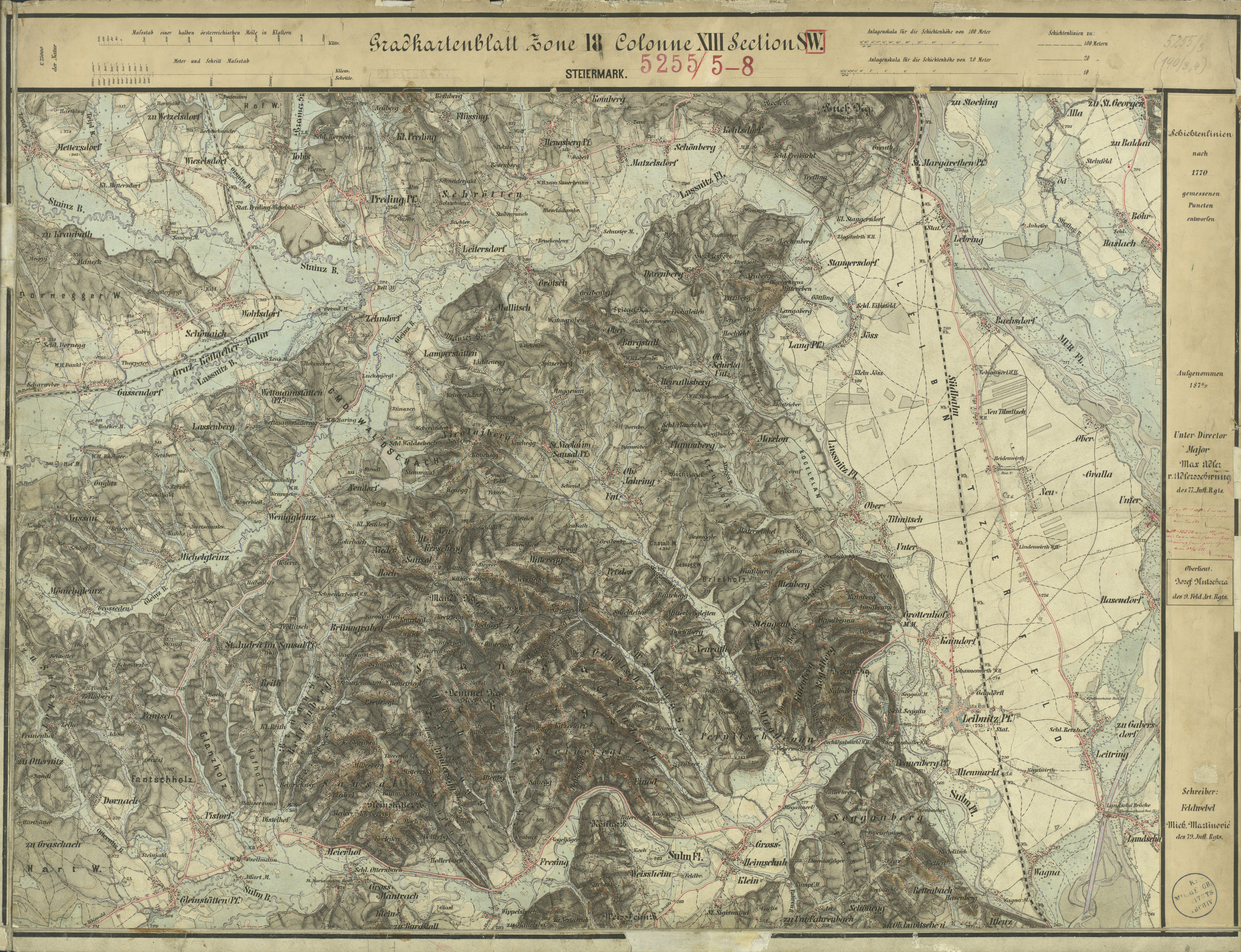
Leibnitz und der Unterlauf der Sulm, 1879, 3. Landesaufnahme